# Mistrzostwa Europy w Wioślarstwie 1970
60. Mistrzostwa Europy w Wioślarstwie (kobiet) odbyły się w dniach 21–23 sierpnia 1970 r. w węgierskim mieście Tata. Zgodnie z programem mistrzostw rozegrano 5 konkurencji wioślarskich (wyłącznie dla kobiet). Zawodniczki rywalizowały na pobliskim jeziorze Öreg-tó. 

## Medalistki
| Konkurencja                           | Złoto | Czas    | Srebro | Czas    | Brąz | Czas    | Źródło      |
| ------------------------------------- | --- | ------- | --- | ------- | --- | ------- | ----------- |
| W1x (jedynka)                         | Anita Kuhlke | 4:21.62 | Ingrid Dusseldorp | 4:24.80 | Genovaitė Šidagytė | 4:26.68 | [ 2 ] [ 3 ] |
| W2x (dwójka podwójna)                 | NRD Gisela Jäger · Rita Schmidt | 3:57.77 | ZSRR Galina Suslina · Jelizawieta Kondraszyna | 4:00.00 | Bułgaria Miglena Toczewa · Werka Aleksiewa | 4:01.00 | [ 4 ] [ 3 ] |
| W4x+ (czwórka podwójna ze sternikiem) | Rumunia Ioana Tudoran · Mitana Botez · Elisabeta Lazăr · Ileana Nemeth · Ștefania Borisov (sternik)                                                                      | 3:46.16 | ZSRR Sofija Gruczowa · Tatjana Gomołko · Aleksandra Boczarowa · Antonina Mariszkina · Tamara Gron (sternik)                                                                            | 3:47.22 | NRD Sabine Dähne · Monika Mittenzwei · Martina Wunderlich · Gunhild Blanke · Christine Karsch (sternik)                                                                          | 3:52.73 | [ 5 ] [ 3 ] |
| W4+ (czwórka ze sternikiem)           | ZSRR Nina Bystrowa · Łarisa Soczkowa · Nina Abramowa · Marija Kowalowa · Nina Frołowa (sternik)                                                                          | 3:57.03 | NRD Gabriele Graffunder-Sondrup · Eva-Maria Walter · Jutta Michel · Gisela Kusch · Karin Bauschke-Luck (sternik)                                                                       | 3:59.48 | RFN Margret Dohrendorf · Barbara Kuhlmey-Becker · Doris Olak · Helga Flintsch · Birgit Kiesow (sternik)                                                                          | 4:05.54 | [ 6 ] [ 3 ] |
| W8+ (ósemka)                          | NRD Marita Berndt · Renate Schlenzig · Rosel Nitsche · Gabriele Rotermund · Christa Staack · Ute Marten · Renate Boesler · Barbara Behrend-Koch · Gudrun Apelt (sternik) | 3:27.05 | ZSRR Walentina Baklicka · Ludmiła Reszetniak · Tamara Danilina · Galina Litowiec · Lubow Antonowa · Kławdija Marudo · Natalja Sidowinowa · Walentina Barinowa · Ałła Siszewa (sternik) | 3:27.53 | Rumunia Doina Bălașa · Marioara Sîngiorzan · Doina Bardaș · Viorica Crețu · Teodora Untaru · Elena Neculau · Ecaterina Trancioveanu · Viorica Lincaru · Mariana Naidin (sternik) | 3:35.93 | [ 7 ] [ 3 ] |

## Klasyfikacja medalowa
| Miejsce | Reprezentacja | Złoto | Srebro | Brąz | Razem |
| ------- | ------------- | ----- | ------ | ---- | ----- |
| 1.      | NRD           | 3     | 1      | 1    | 5     |
| 2.      | ZSRR          | 1     | 3      | 1    | 5     |
| 3.      | Rumunia       | 1     | 0      | 1    | 2     |
| 4.      | Holandia      | 0     | 1      | 0    | 1     |
| 5.      | Bułgaria      | 0     | 0      | 1    | 1     |
| 5.      | RFN           | 0     | 0      | 1    | 1     |
| Razem   | Razem         | 5     | 5      | 5    | 15    |